# 윤종태
윤종태(尹鐘太, 1998년 2월 12일 ~ )는 대한민국의 축구 선수이다. 포지션은 미드필더이다.